# Dorothea Tanning
Dorothea Tanning, née le 25 août 1910 à Galesburg (Illinois) et morte le 31 janvier 2012 à New York, est une artiste peintre, éditrice, sculptrice et écrivaine américaine.

## Biographie
Dorothea Tanning est née en 1910 dans une famille d'origine suédoise. Après des études d'art, elle quitte sa famille en 1930 et s'inscrit à l'Art Institute of Chicago. Puis elle s'installe à New York où elle exerce le métier de dessinatrice publicitaire.
En 1936, elle visite l'exposition Fantastic Art, Dada, Surrealism, elle s'installe à New York en 1938, et en 1942, elle se joint au groupe des surréalistes de New York formé autour d'André Breton. Elle expose avec d'autres femmes peintres à la Julien Levy Gallery et rencontre le peintre et sculpteur allemand Max Ernst.
En octobre 1946, ils se marient en même temps que le photographe Man Ray et Juliet Browner. Elle s'impose dans le milieu artistique newyorkais comme une des personnalités féminines pionnières de l'immédiat après-guerre, se consacre à la peinture, la gravure mais aussi à la conception de décors et de costumes pour le théâtre, le cinéma, le ballet.
Le couple s'installe à Sedona, en Arizona. Puis, en 1948, ils voyagent en France et en Europe. En 1953, Dorothea Tanning et Max Ernst s'installent à Paris. Après avoir habité la Touraine, à Huismes (1955), ils emménagent à Seillans (Var) en 1969.
Après la mort de Max Ernst, le 1er avril 1976 à Paris, Dorothea Tanning retourne à New York où elle meurt à 101 ans.

## Son œuvre
Dorothea Tanning a d'abord été considérée comme une peintre surréaliste. Dans les années 1940, lorsqu’elle était l’une des artistes résidentes de la Julien Levy’s Gallery, les œuvres de Dorothea Tanning, figuratives, mêlent le réel aux rêves et ouvrent la porte à l'imagination. Fantasmes sexuels, angoisses et peurs de son enfance caractérisent son univers imaginaire et onirique. Un des motifs présents dans plusieurs de ses œuvres est aussi les portes ouvertes ou une succession de portes qui s'ouvrent: Poppy Hotel (1941), Birthday (1942, un autoportrait). 
Outre ses œuvres peintes, elle conçoit également dans cette période des décors et costumes pour des ballets , tels The Night Shadow,. En 1949, Dorothea Tanning réalise son premier album de lithographies intitulé Les Sept Périls spectraux, sur des textes de André Pieyre de Mandiargues. En 1952, elle expose pour la première fois, à Paris à la galerie Furstemberg puis en 1954 à Londres.
Au milieu des années 1950, son travail change radicalement. Comme elle l’explique « vers 1955, mes toiles ont littéralement éclaté… J’ai brisé le miroir, pourrait-on dire. » Fragments de corps disloquées, pulsions animales, appel du désir, les thèmes évoluent et le langage pictural également,.
Elle a encore recours aux ateliers d'art de Georges Visat, ainsi que de Pierre Chave, lithographe à Saint-Paul-de-Vence, pour illustrer les ouvrages de poètes comme René Crevel (Accueil, 1958) ou Lena Leclerq (Personne, 1962). Dans les années 1960, elle crée aussi des sculptures ou des objets, à partir de tissus et de dentelles, comme Pincushion to Serve as Fetish ou encore Rainy Day Canape.
En 1974, une rétrospective de son œuvre est présentée à Paris au Centre Pompidou par Pontus Hultén. Une exposition de ses œuvres est organisée en 2000 par le Philadelphia Museum of Art sous le titre « Birthday and Beyond » en référence à l’acquisition de l'autoportrait de l’artiste datant de 1942 : Birthday.
Dans les années 1980, estimant que ses mains n'étaient plus assez sûres pour peindre, elle se consacre davantage à l'écriture.
En 1986, Dorothea Tanning publie son autobiographie, également appelée Birthday, qu'elle reprend et complète en 2001 sous le titre : Between Lives: An Artist and Her World. À près de 100 ans, Dorothea Tanning publie aussi des poésies, notamment dans le New Yorker. Ses poésies sont regroupées dans deux ouvrages : A Table of Content, publié en 2004, et Coming to That', publié en 2011.
En 2005, Charles Stuckey rédige un ouvrage monographique pour la Kent Gallery intitulé Dorothea Tanning: insomnias 1955-1965. Le titre est tiré d’une toile de Tanning, elle-même réalisée en 1957. Cette œuvre, aujourd’hui au musée Moderne de Stockholm, est pour Stuckey « une incursion dans le royaume des énergies évoquées ».

## Œuvres
- Birthday, 1942[10]

- Children’s Games, 1942[11]

- Eine Kleine Nachtmusik, 1943[12]

- Endgame, 1944[13]

- Maternity, 1946-1947[14]

- Max in a Blue Boat, 1947[15]

- A Very Happy Picture, 1947[16]

- Off Time on time, 1948[17]

- The Mirror, 1950[18]

- Dimanche après-midi, 1953[19]
- Portrait of a Family, 1954[20]

- Halloween en noir, 1954[21]

- Insomnies (Insomnias), 1957

- Chambre 202, Hôtel du Pavot, 1970[22]

## Publications
- Oiseaux en péril, Georges Visat, 1975 (présentation en ligne)[23]
- (en) Birthday, Lapis Press, 1986 (ISBN 0-932499-15-5) — trad. Birthday, C. Bourgois, 1989 (ISBN 2-267-00652-9)
- (en) Between lives : an artist and her world, 2001 (lire en ligne) — trad. La vie partagée, C. Bourgois, 2002 (ISBN 2-267-01645-1)
- (en) Chasm : a weekend, Virago, 2004 (lire en ligne)
- (en) A table of content : poems, Graywolf Press, 2004 (lire en ligne)
- (en) Coming to that : poems, Graywolf Press, 2011 (lire en ligne)

### Filmographie
- Dorothea Tanning, La belle dormeuse aux abois, film documentaire réalisé par Dominique et Julien Ferrandou, co-produit par TFV, Aube Elléouët et Oona Elléouët, distribué par Seven Doc. Sorti en 2014.